# The Real McKenzies
I The Real McKenzies sono un gruppo celtic punk canadese, formato a Vancouver, Columbia Britannica nel 1992 e fortemente influenzato dalla musica tradizionale scozzese.

## Stile
Oltre a comporre ed eseguire materiale proprio, i Real McKenzies ripropongono canzoni tradizionali scozzesi come Flower of Scotland, eseguita però solo con voce e cornamusa. Proprio quest'ultima è presente in ogni loro album di studio e nella maggior parte dei concerti. Il gruppo conduce un'attività live molto attiva, come un tour di 8 mesi in 23 paesi con un furgone. In qualcuno di questi concerti la band ha diviso la scena con gruppi come Rancid, DragStrip Riot, NOFX, Flogging Molly, Rough Chukar, The Misfits, Metallica, The Rookers, Voodoo Glow Skulls ed anche Shane MacGowan.

## Discografia

### Album di studio
- 1995 - Real McKenzies (IFA)
- 2000 - Clash of the Tartans (Sudden Death)
- 2001 - Loch'd and Loaded (Honest Don's)
- 2003 - Oot & Aboot (Honest Don's)
- 2005 - 10,000 Shots (Fat Wreck Chords)
- 2008 - Off the Leash (Fat Wreck Chords)
- 2012 - Westwinds (Fat Wreck Chords)
- 2015 - Rats in the Burlap (Fat Wreck Chords)
- 2017 - Two devils will talk ( Fat Wreck Chords)

### Album dal vivo
- 2002 - Pissed Tae Th' Gills: A Drunken Live Tribute to Robbie Burns (Sudden Death)

### Compilation
- 1999 - Short Music for Short People
- 2001 - Alpha Motherfuckers - A Tribute to Turbonegro
- 2003 - Agropop Now
- 2001 - Floyd (compilation gratuita per il Warped Tour 2001)

### Apparizioni in compilation
- 2004 - Warped Tour 2004 Tour Compilation

## Videografia
- 2002 - Pissed Tae Th' Gills: A Drunken Live Tribute to Robbie Burns (Music Video Distributors)

## Formazione
- Paul McKenzie - voce
- Dirty Kurt Robertson - chitarra, voce
- Matthew MacNasty (Matthew James Hawley) - cornamusa
- "Little" Joe Raposo - basso
- Sean Sellers - batteria
- Mark "Bone" Boland - chitarra, voce
- Dave Gregg - chitarra